# Clitocybe metachroides
Clitocybe metachroides är en svampart som tillhör divisionen basidiesvampar, och som beskrevs av Harmaja. Clitocybe metachroides ingår i släktet Clitocybe, och familjen Tricholomataceae. Arten har ej påträffats i Sverige.